# Hoyo de Esparteros
Hoyo de Esparteros es una plaza del centro histórico de la ciudad de Málaga, España. Originalmente estaba situada entre las calles Pasillo de Atocha, plaza de Arriola y Prim y próxima al puente de la Esperanza que cruza el río Guadalmedina. Se trataba de un espacio triangular cerrado por sus dos lados mayores y abierto hacia el sur, hacia calle Prim. 

## Historia
La plaza tomó su nombre por haber sido el lugar donde se fabricaban utensilios de atocha o esparto, donde existían unos hoyos para remojar la materia prima. Esta actividad que, normalmente la solían desarrollar esclavos, desprendía un olor pestilente por lo que se situaba a las afueras de la ciudad.
A pesar de su céntrica situación, cercana al mercado de Atarazanas y la Alameda Principal, es un espacio que con el paso del tiempo y la desidia municipal se fue degradando. En la guerra civil española, sufrió bombardeos y posteriormente se reconstruyó. En las últimas décadas ocurrieron varios incendios provocados que llevaron a la ruina y al derribo de algunas de sus edificaciones. Es una zona objeto de una fuerte especulación urbanística. Los primeros edificios fueron demolidos en 1986.

## Edificios
Entre las edificaciones de la actual plaza, destacan el número 1, réplica de otro edificio anterior derribado, y los números 8 y 10. Los dos primeros son edificaciones de la segunda mitad del siglo XIX, del llamado estilo decimonónico malagueño
El número 10 es del mismo estilo, si bien parece haber sido construido ya en el siglo XX. 
El número 1, conocido como «La Mundial», por haber albergado una pensión con ese nombre en su última época, estuvo atribuido durante años a Gerónimo Cuervo. En 2009, un estudio descubrió que era obra del arquitecto Eduardo Strachan Viana-Cárdenas, autor y director de los planos de la calle Larios, basándose en la aparición de un documento en los registros municipales con su firma.

### «La Mundial»
«La Mundial» fue un edificio del siglo XIX que hasta el año 2008 contaba con protección arquitectónica, en especial, por su valiosa rejería.
Anteriormente a su uso hotelero como pensión, inicio de su degradación, fue un palacete de los marqueses de Benahavís y después sede provisional del Gobierno Civil. El 31 de marzo de 2019 el edificio fue derribado, siendo alcalde Francisco de la Torre Prados. Previamente a los trabajos de demolición que se prolongaron durante una semana, la rejería y otros elementos decorativos como yeserías de los techos, fueron extraídos y almacenados para ser incorporados al proyecto de Moneo. 
En Hoyo de Esparteros nació el arquitecto Fernando Guerrero Strachan, sobrino de Eduardo Strachan, que llegó a ser alcalde de Málaga.

## Proyecto de Moneo
En 2002 la plaza fue centro de polémica debido al proyecto de construcción de un hotel de diez plantas diseñado por Rafael Moneo, que llevó al ayuntamiento a modificar el Plan Especial de Protección y Reforma Interior (PEPRI) del centro de Málaga para permitir que los edificios de esta zona aumentasen su edificabilidad.
Para ejecutar el proyecto se derribó el edificio «La Mundial», construyéndose posteriormente una réplica en una posición más retrasada respecto a su ubicación original. El proyecto ha superado numerosos escollos, pero su mayor problema ha sido la búsqueda de financiación.
De no haberse resuelto con éxito, hubiera supuesto el segundo intento fallido del reconocido arquitecto de intervenir en la margen este del río Guadalmedina, como ocurrió con el proyecto de ampliación en 2005 del Centro de Arte Contemporáneo de Málaga.